# Sabal
Sabal é um género botânico pertencente à família Arecaceae.

## Espécies
- Sabal bermudana - sabal-das-bermudas
- Sabal minor - sabal-anão
- Sabal palmetto - palmeto
- Sabal umbraculiferum - palmeto-de-são-Domingo

1. ↑  «Sabal — World Flora Online». www.worldfloraonline.org. Consultado em 19 de agosto de 2020